# Lev för Jesus, intet annat
Lev för Jesus, intet annat är en psalm av Lina Sandell från 1873. Den har ofta använts vid konfirmationshögtider. Av originalets verser har nummer 1, 7 och 8 tagits med i 1986 års psalmbok. Enligt Oscar Lövgren skrevs texten av Sandell som en födelsedagsdikt åt en anförvant och trycktes i Stadsmissionären den 29 november 1873. Texten publicerades  av Erik Nyström, något bearbetad, som nr 153 i Sånger till Lammets lof 1877 med titelraden "Lev för Jesus - allting annat".
Melodi (3/4, C-dur) ur "Sånger till Lammets lof" av Theodor Söderberg 1877 som också används till psalmerna Hjälp oss, svaga, korset taga av Paul Peter Waldenström från 1862 och Anna Ölanders psalm Allt för Jesus, allt för Jesus. Noter för melodin finns med i Stockholms söndagsskoleförenings sångbok som nr 334. I 1986 års psalmbok är A-melodin Söderbergs och B-melodin anges vara en herrnhutisk melodi från 1735, nedtecknad i Berlin 1786. 

## Publicerad i
- Sånger till Lammets lof 1877 nr 153 med titeln "Lef för Jesus!", 8 verser i Erik Nyströms bearbetning.
- Sionstoner 1889 som nr 70 8 verser under rubriken "Missionsånger".
- Herde-Rösten 1892 som nr 127 under rubriken "Jesu ledning och efterföljelse:" 8 verser i Erik Nyströms bearbetning.
- Svensk söndagsskolsångbok 1908 som nr 181 under rubriken "Jesu efterföljelse".
- Lilla Psalmisten 1909 som nr 196 under rubriken "Missionssånger".
- Svenska Missionsförbundets sångbok 1920 som nr 572 under rubriken "Ungdomsmission".
- Samlingstoner 1922 som nr 158 under rubriken "Helgelsesånger".
- Fridstoner 1926 som nr 91 under rubriken "Frälsnings- och helgelsesånger".
- Svensk söndagsskolsångbok 1929 som nr 181 under rubriken "Missionssånger".
- Segertoner 1930 6 verser som nr 363  under rubriken "Överlåtelse och lydnad"
- Sionstoner 1935 som nr 598 under rubriken "Ungdom".
- Guds lov 1935 som nr 102 under rubriken "I Jesu efterföljd".
- 1937 års psalmbok som nr 528  under rubriken "Ungdom".
- Frälsningsarméns sångbok 1968 som nr 463 under rubriken "Kamp och seger"
- Den svenska psalmboken 1986 som nr 279 med tre verser under rubriken "Efterföljd - helgelse".
- Lova Herren 1988 8 verser som nr 739 under rubriken "Mission".